# 藤原彰子
藤原彰子（ふじわら の あきこ/しょうし，988年—1074年），日本第66代一條天皇的中宮。第68代後一條天皇、第69代後朱雀天皇生母。院號“上東門院”。

## 出身
彰子是時任權中納言的藤原道長長女，母親是左大臣源雅信之女源倫子。和她同母的弟妹有藤原賴通、藤原教通、藤原妍子（三條天皇中宮）、藤原威子（後一條天皇中宮）、藤原嬉子（後朱雀天皇尚侍）等。

## 略歷
- 長保元年（999年），11歲，行著裳儀式，同日賜從三位。同年入宮，成為一條天皇的女御，居飛香舍。
- 長保二年（1000年），冊立為中宮，威勢凌駕於當時已失勢的皇后藤原定子。
- 寬弘五年（1008年），生第二皇子敦成親王（後來的後一條天皇）。
- 寬弘六年（1009年），生敦良親王（後來的後朱雀天皇）。
- 寬弘八年（1011年），一條天皇讓位堂兄居貞親王（三條天皇），封彰子所生的敦成親王為皇太子。
- 長和元年（1012年），晉皇太后。
- 長和五年（1016年），後一條天皇即位。
- 寬仁二年（1018年），晉太皇太后。
- 萬壽三年（1026年），出家，法名“清淨覺”，得院號，稱“上東門院”。
- 承保元年（1074年），病逝。

## 其人紀事
彰子入宮之際，堂姊定子因兄長失勢而貶居宮外，此時後宮無主，敘從三位的彰子，儼然是風光無限的准皇后。女御入宮必須在深夜子時後，然而彰子卻是以二十輛牛車、五十名精挑細選的女房陪伴下，於清晨時分入宮。而這還只是走個形式，在拜謁天皇後，彰子便以身體孱弱且未有適合居所為由，退回土御門的宅第。如此顯貴招搖，自然引起許多側目與事端。據服侍女官觀察，彰子還是個稚氣少女，言行容姿全無中宮該有的莊重優美。朝野更有傳言，將長女送入宮中、圖掌握外戚權位的道長完全沒想到，女兒至今尚未初潮，根本無法服侍天皇，便急忙讓她回邸，用藥物與熱湯催促彰子身體盡早成人，並極力宣揚彰子如何賢淑有慧、美貌溫良。三個月後，彰子再度入宮，當夜就獲封中宮，定子則遷為皇后。
其容貌白晢美麗、豐豔動人，頭髮長於身體二尺多。藤原道長十分疼愛彰子，常欲其貴。當彰子入宮時，所帶入的器物無一不精巧珍罕，世稱「輝藤壺」。一條天皇曾戲言「尤物蕩心，朕幾廢政。」，時年彰子十二歲。某次宮中聚宴，一條天皇親自吹笛，眾人都欣賞著一條天皇吹笛的身姿，只有彰子沒有看向一條天皇。天皇問：「女御為何不看？」彰子回答：「笛子本就是聽音欣賞，何必用看的呢？」在此便能見識彰子的聰慧靈巧，也讓一條天皇對彰子的寵愛冠居後宮。從此以後，一條天皇與彰子中宮的感情非常和睦，毫無芥蒂，直至一條天皇去世，彰子所受到的寵愛絲毫未減。後世談起皇后的椒房之寵與母儀累朝之久，都以彰子為最貴盛的典範。

## 相關影視作品
- 電影中藤原彰子扮演者

《千年之戀 光源氏物語》 水橋貴己（東映，2001年）
《源氏物語千年之謎》 蓮佛美沙子（东宝，2011年）
- 電視劇中藤原彰子扮演者

《致光之君》 見上愛（NHK大河劇，2024年）

## 相關動畫作品
《少年陰陽師》（配音員：小林沙苗、台灣：龍顯蕙）

## 文學記載
《榮花物語》、《陰陽師》

## 資料來源
大日本史 藤原中宮彰子傳 （页面存档备份，存于）